# Aindu
Aindu – wieś w Estonii, w prowincji Viljandi, w gminie Viljandi. Do 2013 w gminie Saarepeedi.
Aindu znajduje się w chronionej strefie Aindu põlispuude grupp o powierzchni 4,7 ha nad jeziorem Karula.